# Coura (Armamar)
Coura is een plaats (freguesia) in de Portugese gemeente Armamar en telt 65 inwoners (2001).